# Йоганн-Георг IV (курфюрст Саксонії)
Йоганн-Георг IV (нім. Johann Georg IV; 18 жовтня 1668 — 27 квітня 1694) — курфюрст Саксонії у 1691–1694 роках. Він належав до Альбертинської лінії Веттинського дому і був старшим сином курфюрста Іоанна Георга III та Анни Софії Данської.

## Життєпис
Походив з альбертинської лінії Веттінів. Син Йоганна-Георга III, курфюрста Саксонського, та Анни Софії Данської. Отримав гарну освіту. Замолоду брав участь у державних справах разом із батьком. Після смерті останнього у 1691 році Йоганн-Георг IV здійснив великий тур Німеччиною, Нідерландами, Англією. Францією та Італією.
По поверненню призначив першим міністром Ганса Адама фон Шенінга. Разом вони продовжили економічну політику Йоганна-Георга III, водночас намагався придушити аристократію, послабити саксонські стани. Намагався отримати права на Саксен-Лауенбурзьке герцогство, сперечався щодо цього із Бранденбургом. Утім імператор Леопольд I відхилив домагання Йоганна-Георга IV. Тоді Йоганн-Георг відкликав саксонські війська, що перебували на Рейні, готуючись виступити проти Франції. У відповідь у 1692 році за наказом імператора Шенінга було схоплено у Теплиці й запроторено до в'язниці. Погіршилися стосунки з Австрією поведінкою курфюрста Саксонії в особистому житті. Він ігнорував законну дружину й весь час проводив з коханкою. Леопольд I вирішив використати цю ситуацію, надавши у 1693 році коханці Йоганна-Георга IV титул графині імперії. Надяку курфюрст надав імперії 12 тисяч вояків для війни із Францією. Незабаром й сам рушив до війська. Втім сподівання очолити об'єднану імперську армію виявилися марними. По поверненню захворів на віспу й помер 27 квітня 1694 року.

## Родина
- Дружина — Елеонора (1662—1696), донька Йоганна-Георга I, герцога Саксен-Айзенаського. Дітей у шлюбі не було.
- Коханка — Магдалина-Сибіла (1675—1694), донька Рудольфа фон Нойшюца, генерал-лейтенанта Саксонської армії.
- Діти — Вільгеміна Марія Фредеріка (1693—1729).